# Валентина Терешкова
Валентина Владимировна Терешкова (на руски: Валенти́на Влади́мировна Терешко́ва) е космонавтка от Съветския съюз и първата жена, летяла в космоса на борда на космическия кораб „Восток 6“ през 1963 г.

## Биография
Родена е в с. Болшое Масленниково, Ярославска област, Русия, СССР. След средното училище работи във фабрика за автомобилни гуми, а после учи инженерство. Занимава се с парашутизъм, има 90 скока и звание заслужил майстор на спорта.

### В отряда на космонавтите
През 1962 г. е включена в женския космонавтски корпус (където остава до 1997 г.), след като от над 400 кандидатки са избрани 5 жени – Татяна Кузнецова, Ирина Соловьова, Жана Йеркина, Валентина Пономарьова и самата Терешкова. 
На 16 юни 1963 г. Валентина Терешкова лети на борда на „Восток 6“ и става първата жена и първото невоенно лице в космоса. Нейният псевдоним за полета е Чайка. Едновременно на орбита се намира космическият кораб „Восток 5“, пилотиран от космонавта Валери Биковски. В деня на полета е повишена от звание лейтенант в звание капитан. За проверка: Как така първото невоенно лице в космоса и е повишена в чин капитан ????
Никоя от другите 4 жени, избрани с Терешкова, не е летяла. Въпреки плановете за други полети с участие на жени, минават 19 г., преди следващата жена – Светлана Савицка, да участва в космическа мисия.
След полета в космоса завършва с отличие Военновъздушната инженерна академия „Н. Е. Жуковски“ и се дипломира като инженер-космонавт през 1969 г. През същата година женската космонавтска група е разпусната. През 1977 г. защитава докторат по инженерство, автор е на над 50 научни работи, професор. Има военно звание генерал-майор от авиацията.
На 22 януари 1969 г. оцелява при атентат срещу Леонид Брежнев, предприет от бившия съветски офицер Виктор Илин, стрелял погрешно по колата с космонавтите Георгий Береговой, Алексей Леонов, Андриян Николаев, и Терешкова.

### Политическа кариера
Заема редица отговорни постове, като депутат във Върховния съвет на СССР и член на ЦК на КПСС. През 1968 – 1987 г. оглавява Комитета на съветските жени.
През 1987 – 1992 г. е председател на Президиума на Съюза на съветските дружества за дружба и културни връзки с чужбина. Последният неин пост (до 2006 г.) е ръководител на Росзарубежцентр – агенция при Министерството на външните работи, отговаряща за културните връзки с чужбина. 
От 2008 г. до 21 декември 2011 г. е депутат в Ярославската областна дума. 
От 21 декември 2011 г. е депутат в Държавната дума на Руската федерация, като част от партия „Единна Русия“. Заместник-председател на Комитета на Държавната дума по федералното устройство и местното самоуправление. Терешкова, заедно с Елена Мизулина, Ирина Яровая и Андрей Скоч, е член на междуфракционна депутатска група за защита на християнските ценности; в това си качество тя подкрепя внасянето на поправки в руската конституция, според които „православието е основата на националната и културна идентичност на Русия“. 

## Личен живот
На 3 ноември 1963 г. се омъжва за космонавта Андриян Николаев и ражда (1964) дъщеря им Елена – първото дете на родители космонавти. Терешкова се развежда с Николаев през 1982 г., но бракът им се разпада много преди това. Вторият ѝ съпруг, д-р Шапошников, умира през 1999 г.

## Отличия
Валентина Терешкова е удостоена със званието Герой на Съветския съюз (с медал „Златна звезда“) – най-високото отличие на тогавашния СССР. Наградена е и с много други руски, съветски и чуждестранни отличия. Някои от тях са:
- от СССР и Русия – ордените „Ленин“ (2 пъти), „Октомврийска революция“, „Червено знаме на труда“, Златен медал „К. Е. Циолковски“ на Академията на науките на СССР, както и орден „За заслуги пред Отечеството“ на Русия (2 пъти);
- от България – звание Герой на социалистическия труд (с медал „Златна звезда“) и орден „Георги Димитров“ (9 септември 1963), медал „За укрепване на братство по оръжие“ (1976), почетен гражданин (1963) на София, Бургас, Петрич, Стара Загора, Плевен, Варна;
- от други страни – звания Герой на социалистическия труд на ЧССР, Герой на труда на Виетнам, Герой на Монголия, орден „Карл Маркс“ и медал „Бекер“ на ГДР, „Кръст на Грюнвалд“ на Полша, орден „Държавно знаме“ на Унгария, звание „Най-великата жена на ХХ столетие“.

На нейно име са наречени кратер на обратната страна на Луната и малка планета.